# Jekaterina Rjabova
Jekaterina "Katja" Dmitrievna Rjabova (ryska: Екатери́на (Катя) Дми́триевна Ря́бова) född 4 augusti 1997 i Sjtjolkovo, Moskva oblast i Ryssland. Rjabova representerade Ryssland vid Junior Eurovision Song Contest 2009, med låten "Malenkij Prints". Vid finalen av tävlingen slutade Rjabova på en andra plats, Rysslands hittills bästa resultat i tävlingen. Rjabova kom återigen att representera Ryssland i tävlingen, då hon tävlade i Junior Eurovision Song Contest 2011 som ägde rum i Jerevan i Armenien. Hon deltog med sin låt "Kak Romeo i Dzjuljetta". I finalen fick hon 99 poäng, vilket räckte till en 4:e plats.